# Хальява
Ха́льява (эст. Haljava) — деревня в волости Йыэляхтме уезда Харьюмаа, Эстония. 

## География и описание
Расположена в 25 километрах к востоку от Таллина. Высота над уровнем моря — 43 метра.
Климат умеренный. Официальный язык — эстонский. Почтовый индекс — 75224.

## Население
По данным переписи населения 2021 года, в Хальява насчитывалось 163 жителя, из них 156 (96,3 %) — эстонцы.
По данным переписи населения 2011 года, в деревне проживали 153 человека, из них 149 (97,4 %) — эстонцы.
По состоянию на 1 января 2014 года численность жителей деревни составляла 138 человек, из них 70 женщин и 68 мужчин.
Численность населения деревни Хальява:
| Год  | 1959 | 1970   | 1979 | 1989  | 2000  | 2010  | 2011  | 2014  | 2017  | 2018  | 2019  | 2020  | 2021  |
| ---- | ---- | ------ | ---- | ----- | ----- | ----- | ----- | ----- | ----- | ----- | ----- | ----- | ----- |
| Чел. | 102* | ↗ 120* | ↘ 66 | ↗ 143 | ↗ 147 | ↘ 145 | ↗ 153 | ↘ 138 | ↗ 149 | ↗ 152 | ↘ 144 | ↗ 145 | ↗ 163 |

* Деревня Хальява (эст. Haljava küla) и поселение Хальява (эст. Haljava asundus) вместе.

## История
Впервые деревня была упомянута в Датской поземельной книге 1241 года как Halenhabus. В письменных источниках 1397 года упоминается Hallienhape (мыза и деревня), 1547 года — Allihabe, 1558 года — Hallienhaven, 1671 года — Haljawa.
В 1397 году бургомистр Таллина Корд Кегелер (Cord Kegeler) продал деревню владельцу рыцарской мызы Маарт Иоганну фон Шеренбеку (Johann von Scherenbek), и таким образом деревня принадлежала мызе Маарт до 1549 года. В этом же году упоминается мыза Галлинап (нем. Hallinap, Хальява, эст. Haljava mõis), к которой стала относиться и деревня. Этой мызе также принадлежали острова Прангли и Экси.
Примерно в 1870 году деревню перенесли с восточной стороны мызных земель на луг в южной стороне.
В 1920 годах в результате земельной реформы на землях национализированной мызы Галлинап (Хальява) возникло поселение Хальява (эст. Haljava asundus), которое в 1977 году объединили с деревней Хальява (эст. Haljava küla). В этом же году одноимённый посёлок (эст. Haljava alevik, в народе Тинаметсамяэ, эст. Tinametsamäe), возникший в XX веке на бывших землях мызы Хальява недалеко от посёлка Раазику и получивший своё название от мызы, был объединён с Раазику.

## Достопримечательности
- мыза Галлинап (Хальява);
- священная дубрава Пярнамяэ.

## Комментарии
1. ↑  Эстонские топонимы, оканчивающиеся на -а, не склоняются и не имеют женского рода (исключение — Нарва)[8].